# Tierra firme (álbum)
Tierra firme es el título del séptimo álbum de estudio y séptimo  realizado en español grabado por el cantautor puertorriqueño-estadounidense Luis Fonsi. Fue lanzado al mercado por la empresa discográfica Universal Music Latino el 28 de junio de 2011. El álbum Tierra firme fue producido por el propio artista, co-producido por Armando Ávila, Dan Warner, Lee Levin, Louis Bianconello, Sam Watters, Sebastián Krys y Claudia Brant.

## Título del álbum
Según el artista, "Tierra firme significa tener los pies en la tierra, significa saber que estoy pisando algo sólido, y así es como me siento ahora, feliz, tranquilo, con mucha ilusión". Así, en otra entrevista, el artista explicó que el título del álbum "Refleja el momento que estoy viviendo a nivel personal y profesional. Ahí es donde me siento, en tierra firme, con los pies en la tierra. Pisando un lugar muy tranquilo y estable, donde me puedo expresar mejor que nunca. Y de ahí nace la música, de ese sentimiento". El disco incluye el videoclip de Gritar.

## Estructura del álbum
El álbum, está compuesto por 12 temas nuevos, una canción de su cuarto disco "Se supone" y dos versiones de dos de sus nuevas canciones "Gritar" y "Claridad". En este álbum, "Se supone", a diferencia de su versión original, se sustenta en un ritmo de música clásica y la segunda parte de la canción es más extensa que en la versión original, pues además de contener los versos originales, tiene también nuevos versos, pero conservando si bien la melodía original de la canción. Casi todos los temas (salvo "Claridad", que perteneció originalmente a Umberto Tozzi y popularizada en Centroamérica por el grupo "Menudo") están compuesto parcialmente por Luis Fonsi; cuatro de ellos cuentan además con la ayuda de Claudia Brant. “Tierra firme” se editó en dos versiones, la primera de las cuales tiene los 10 temas originales, mientras que la segunda incluye también 2 canciones y 2 videos extra.

## Promoción

### Sencillos
El primer sencillo del álbum es «Gritar», que fue lanzado a las radios mundiales el lunes 4 de abril de 2011. Es una canción escrita por Luis Fonsi y co-escrita por Claudia Brant, y parece seguir el estilo compositivo de su éxito «No me doy por vencido» de su sexto álbum de estudio Palabras del silencio (2008). 
La canción fue producida por Armando Ávila y mezclada por Sebastián Krys. Este es el grupo de trabajo con el que Fonsi logró algunos de sus mayores éxitos. Sin embargo, Fonsi estuvo también en todos los aspectos de la producción del álbum. A este sencillo le siguió "Respira" que fue lanzado el lunes 1 de agosto de 2011 simultáneamente con su videoclip viernes 19 de agosto de 2011 y "Claridad" que fue lanzado el lunes 24 de octubre de 2011.

## Lista de canciones
La canción «Explícame» contiene un sample de la canción «Bette Davis Eyes» de Kim Carnes.

| Tierra firme - Edición estándar |                             |                                                                                     |                                         |          |  |
| N.º                             | Título                      | Escritor(es)                                                                        | Productor (es)                          | Duración |  |
| 1.                              | «Explícame»                 | Luis Fonsi · Armando Ávila · Mónica Vélez / Donna Weiss · Jackie DeShannon (sample) | Armando Ávila                           | 3:45     |  |
| 2.                              | «Respira»                   | Luis Fonsi · Claudia Brant · Gen Rubin                                              | Sebastián Krys · Dan Warner · Lee Levin | 4:18     |  |
| 3.                              | «Dime que no»               | Luis Fonsi · Claudia Brant                                                          | Sebastián Krys                          | 4:10     |  |
| 4.                              | «Gritar»                    | Luis Fonsi · Claudia Brant                                                          | Armando Ávila                           | 4:08     |  |
| 5.                              | «Nunca digas siempre»       | Luis Fonsi · Mónica Vélez · Noel Schajris                                           | Armando Ávila                           | 4:36     |  |
| 6.                              | «Me gustas tú»              | Luis Fonsi · José Luis Ortega                                                       | Sebastián Krys                          | 3:27     |  |
| 7.                              | «Vuelve a mi lado»          | Luis Fonsi · Mónica Vélez · Ettore Grenchi                                          | Sebastián Krys                          | 3:58     |  |
| 8.                              | «El anillo y la flor»       | Luis Fonsi · Juan Carlos Pérez-Soto                                                 | Dan Warner · Lee Levin                  | 3:55     |  |
| 9.                              | «Claridad»                  | Giancarlo Bigazzi · Umberto Tozzi Adapt: al español: Óscar Gómez                    | Armando Ávila                           | 4:05     |  |
| 10.                             | «Se supone» (Nueva versión) | Luis Fonsi · Claudia Brant                                                          | Dan Warner · Lee Levin                  | 6:35     |  |
| 42:49                           |                             |                                                                                     |                                         |          |  |

| Tierra firme - Edición deluxe |                                                            |                                                                  |          |  |
| N.º                           | Título                                                     | Escritor(es)                                                     | Duración |  |
| 11.                           | «A un paso de tenerte»                                     | Luis Fonsi · Claudia Brant · Ferras Alqaisi                      | 3:31     |  |
| 12.                           | «Víctima»                                                  | Luis Fonsi · Claudia Brant · Louis Biancanello                   | 4:04     |  |
| 13.                           | «Renacer»                                                  | Luis Fonsi · Mónica Vélez                                        | 3:58     |  |
| 14.                           | «Gritar» (Versión Regional Mexicano - con Banda El Recodo) | Luis Fonsi · Claudia Brant                                       | 4:07     |  |
| 15.                           | «Claridad» (Dance Remix)                                   | Giancarlo Bigazzi · Umberto Tozzi Adapt: al español: Óscar Gómez | 5:05     |  |
| 16.                           | «Gritar» (Video musical)                                   | Luis Fonsi · Claudia Brant                                       | 4:08     |  |

© MMXI. Universal Music Latino.

## Charts y certificaciones

### Semanales
| País           | Chart      | Lista                   | Mejor posición |
| 2011-2012      | 2011-2012  | 2011-2012               | 2011-2012      |
| -------------- | ---------- | ----------------------- | -------------- |
| México         | AMPROFON   | Mexican Albums Charts   | 33             |
| España         | PROMUSICAE | Spanish Albums Charts   | 1              |
| Venezuela      | AVINPRO    | Venezuela Albums Charts | 1              |
| Estados Unidos | Billboard  | Latin Pop Albums        | 1              |
| Estados Unidos | Billboard  | Top Latin Albums        | 1              |
| Estados Unidos | Billboard  | Billboard 200           | 56             |

### Anuales
| País           | Chart     | Lista            | Mejor posición |
| 2012           | 2012      | 2012             | 2012           |
| -------------- | --------- | ---------------- | -------------- |
| Estados Unidos | Billboard | Top Latin Albums | 40             |
| Estados Unidos | Billboard | Latin Pop Albums | 13             |

### Certificaciones
| País      | Organismo certificador | Certificación | Ventas certificadas | Ref.   |
| --------- | ---------------------- | ------------- | ------------------- | ------ |
| México    | AMPROFON               | Platino       | 60 000              | [ 14 ] |
| España    | PROMUSICAE             | Oro           | 40 000              | [ 15 ] |
| Venezuela | AVINPRO                | Platino       | 10 000              | [ 16 ] |

### Sucesión en las listas
| Predecesor: 4 de Beyoncé | España PROMUSICAE Spanish Album Chart — Álbum N°. 1 10 de julio de 2011 - 16 de julio de 2011 | Sucesor: Pablo Alborán de Pablo Alborán |

| Predecesor: Un nuevo día de Jencarlos Canela | U.S. Billboard Top Latin Albums — Álbum N°. 1 16 de julio de 2011 - 5 de agosto de 2011 | Sucesor: Prince Royce de Prince Royce |

| Predecesor: Un nuevo día de Jeancarlos Canela | U.S. Billboard Latin Pop Albums — Álbum N°. 1 16 de julio de 2011 - 12 de agosto de 2011 | Sucesor: Drama y luz de Maná |